# Deutsche Dogge
Die Deutsche Dogge ist eine von der FCI anerkannte deutsche Hunderasse (FCI-Gruppe 2, Sektion 2.1, Standard Nr. 235). Die Rasse ist der offizielle State Dog des US-Bundesstaats Pennsylvania.

## Herkunft und Geschichtliches
Vor allem in der kynologischen Fachliteratur des ausgehenden 19. Jahrhunderts wurden Versuche unternommen, die doggenartigen europäischen Hunde, also die Englische Bulldogge, den Mastiff, die Bordeauxdogge sowie die Deutsche Dogge, auf antike oder gar frühgeschichtliche Hundetypen zurückzuführen. Ob diese Zusammenhänge bestehen, ist ungewiss. So besaßen bereits die Assyrer vor über 4000 Jahren große, schwerfällige, stumpfschnauzige, kurz behaarte Kampfhunde, denen teils zugeschrieben wurde, Vorläufer der heutigen Doggen zu sein. Auch eine Verwandtschaft mit der Tibet-Dogge wurde vermutet; dies wurde inzwischen durch einen Vergleich der mitochondrialen DNS verschiedener Hunderassen einschließlich der von Tibetdoggen widerlegt.
Möglicherweise wurden die Doggen-Urahnen von den Kelten nach England und Irland gebracht. Im 2. Jahrhundert kämpften die „breitmäuligen Hunde Britanniens“, bei denen es sich um Doggen gehandelt haben könnte, in römischen Zirkuskämpfen die Hunde von Molossis nieder, welche zuvor als die stärksten Hunde galten.

### 16. bis 18. Jahrhundert

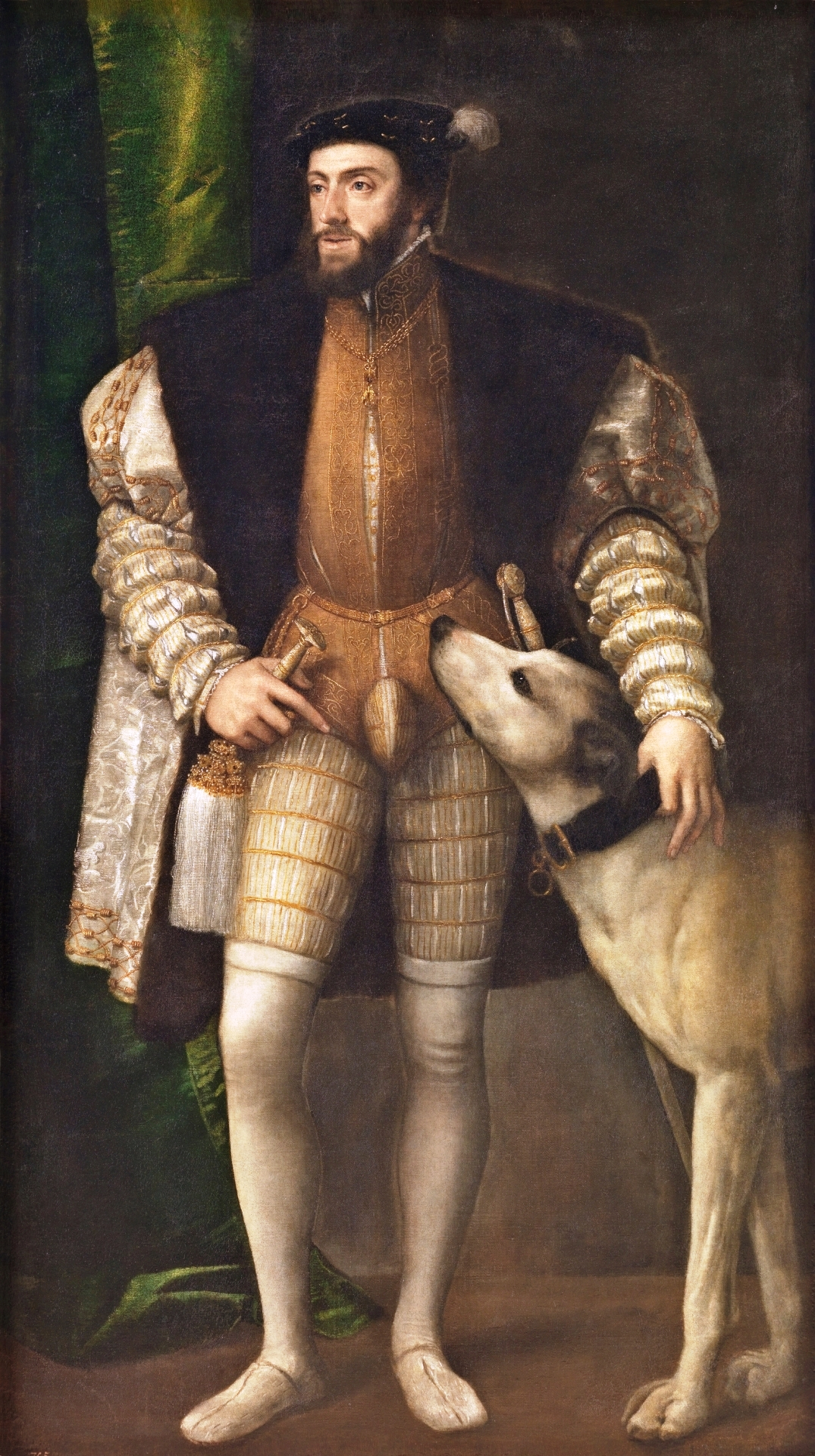
Kaiser Karl V. mit Leibhund, um 1533

Die Geschichte der Deutschen Dogge lässt sich vom Anfang des 16. Jahrhunderts an lückenlos verfolgen. Damals wurden von England her starke, hochläufige Hunde eingeführt, die aus Kreuzungen des breiten Mastiffs mit dem großen irischen Wolfshund stammten. Es handelte sich aber wohl noch um keine verfestigte Rasse nach heutigem Verständnis, sondern eben um Kreuzungsergebnisse mit durchaus unterschiedlichen Phänotypen. Die Zucht dieser Hunde, welche man als Englische Docken, Englische Tocken oder Englischer Hund bezeichnete, wurde in Deutschland seit Anfang des 17. Jahrhunderts selbständig betrieben.

„Es kommet solche grosse Art von Hunden eigentlich aus Engelland oder Irrland, welche grosse Herren vor diesem anfänglich aus solchen Ländern mit vielen Unkosten haben bringen lassen, sie werden aber jetziger Zeit nicht mehr so weit gehohlet, sondern in Teutschland an grosser Herren Höfen von Jugend auf erzogen und zur Pracht erhalten, auch nach ihrer Grösse, guten Gewächs, Schönheit und Farben unterschieden und aestimieret.“

Die Bezeichnung Docke oder Dogge ist auf das englische Wort dog für „Hund“ zurückzuführen. Der Name Englische Dogge bzw. Englischer Hund hielt sich bis ins 19. Jahrhundert. Im Laufe der Jahrhunderte wurde diese Benennung aber nicht mehr als Herkunftsbezeichnung im eigentlichen Sinne verstanden, sondern sollte diesen Hundetyp bezeichnen und seine spezielle Eigenartigkeit hervorheben. In diesem Sinne wurden auch die Zwinger der Doggen als „englischer Stall“ und ihre Pfleger als englische Hunds-Jungen bezeichnet. In ähnlicher Weise wurden auch andere Hundetypen mit anderen Landesbezeichnungen belegt, beispielsweise dä[h]nische, was darauf hinweisen sollte, dass es sich um besondere, von anderen Hunden zu unterscheidende Typen handelte, ohne dass dazu auch tatsächlich eine herkunftsmäßige Verbindung bestehen musste.

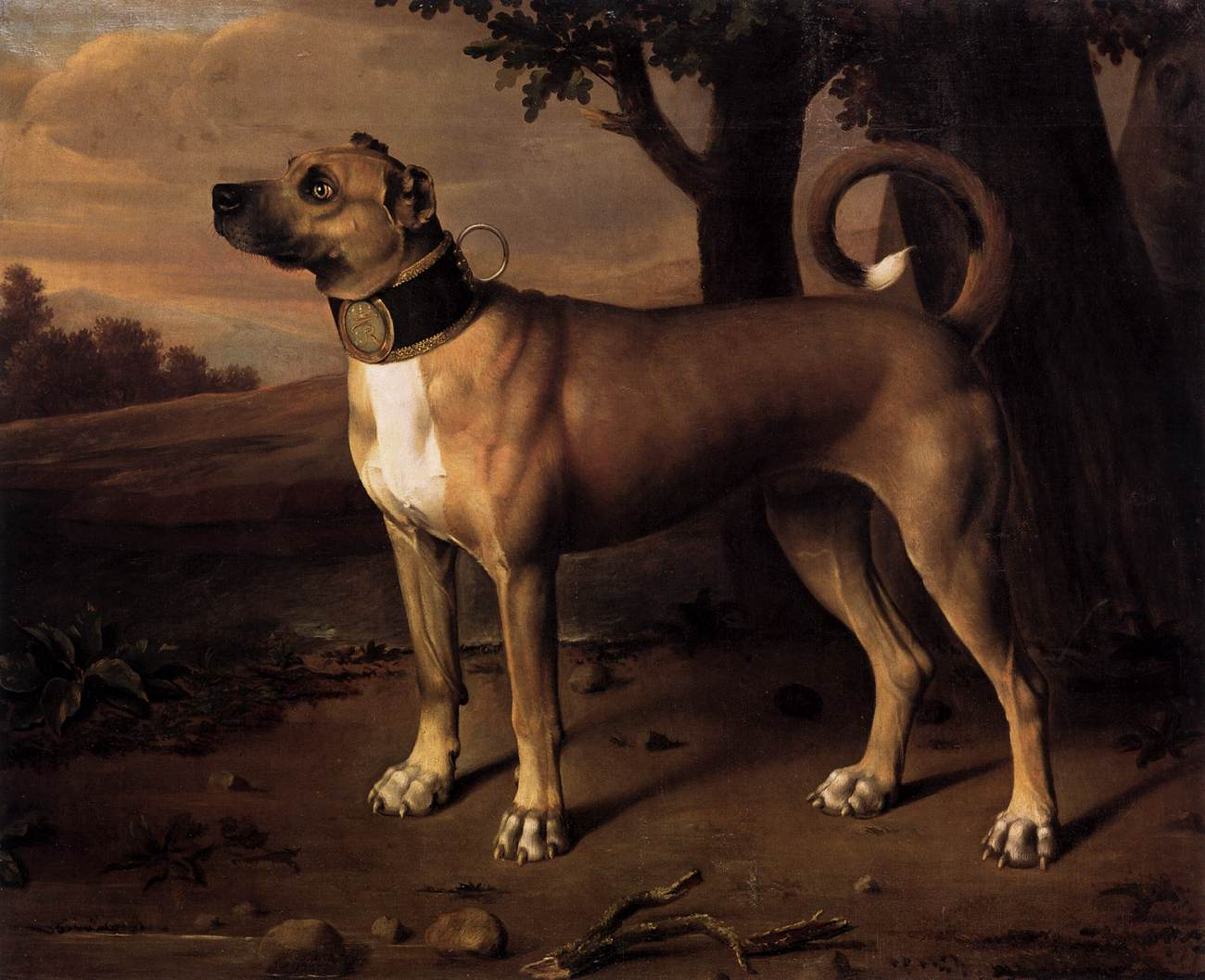
Ein Kammerhund mit vergoldetem Halsband, Brandenburg 1705

Als Bären-, Eber- und Hirschhunde wurden sie an Fürstenhöfen gehalten, wo die schönsten und stärksten als Kammerhunde mit vergoldetem Halsband des nachts im Schlafgemach des Fürsten blieben. Sie bekamen gemeinhin große Lagerstätten mit Polstern oder Bärenhäuten. Die am zweitschönsten Geratenen bekamen silberne Halsbänder und wurden „Leibhunde“ genannt. Zumindest von den Kammer-Hunden versprach man sich des nachts Schutz vor Attentätern; zugleich wurde bei den Kammer- und Leibhunden besonders auf Sozialisierung und Führigkeit geachtet. Die übrigen nannte man nur Englische Doggen; sie erhielten keine besonderen Halsbänder und wurden im „englischen Stall“ gehalten.
Diese Einteilung der in drei Stufen „ästimierten“ und „separierten“ Hunde legt nahe, dass bei der Zucht entsprechend verfahren wurde und Tiere mit höherem Zuchtwert beim jagdlichen Einsatz besonders geschont wurden. Aber auch die gewöhnlichen Englischen Doggen waren so wertvoll, dass man sie nicht leichtfertig einsetzte.

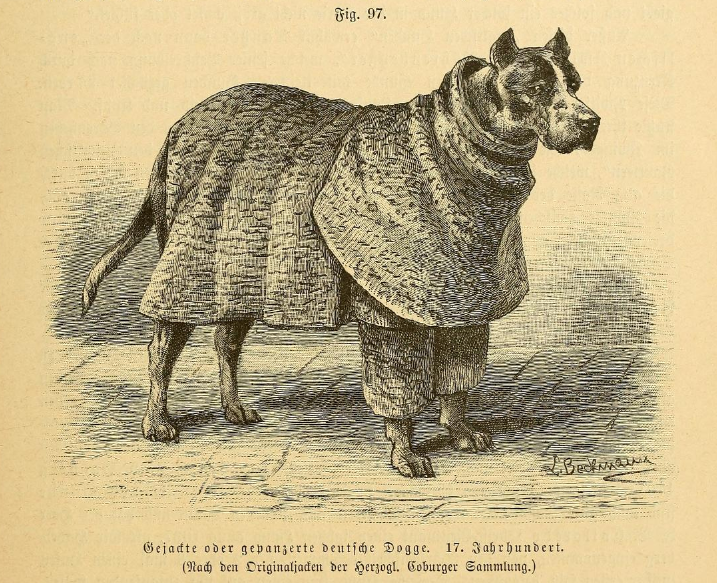
Dogge im Jagdpanzer, 17. Jahrhundert

Bei Saujagden wurden zunächst die Saufinder vorausgeschickt, die die Wildschweine durch Verbellen anzeigten und damit die Saurüden auf selbige aufmerksam machten. Die Saurüden hetzten die Wildschweine dann aus dem Wald ins Freie. Dieser Part war am gefährlichsten und verlustreichsten, weshalb es sich bei den Saurüden um Hunde handelte, die grundsätzlich nicht aufwändig gezüchtet wurden und die von der Landbevölkerung zu stellen waren. Jeder Hund, der groß, kräftig und jagdtriebig war, war dafür prinzipiell geeignet. Sofern vorhanden, konnten auch noch sogenannte Courshunde hinzukommen, womit meist Kreuzungen verschiedener Hundetypen gemeint waren. Erst dann wurden die Doggen auf die Wildschweine gehetzt, die sie zu packen bzw. zu decken, also festzuhalten hatten, bis sie vom Jäger abgefangen, also mit einer Stichwaffe getötet wurden. Zu ihrem eigenen Schutz trugen die Doggen Panzer aus dickgefüttertem Stoff, die mit Fischbeinstäben an der Bauchseite verstärkt waren.
Bei der Jagd auf Bären wurden zunächst die Bärenbeißer eingesetzt, um den Bären zu ermüden. Erst danach fanden die Doggen Verwendung und der Bär wurde in gleicher Weise wie bei der Saujagd erlegt.

### 19. Jahrhundert
Als die Jagdbräuche sich, vor allem durch das Aufkommen von Schusswaffen, änderten und Hetzjagden in Form der Sauhatzen unüblicher wurden, wurden die Doggen nicht mehr gebraucht. Viele der an den Hetzjagden beteiligten Hundetypen wie der Saufinder, die Saurüden, die Courshunde und die Bärenbeißer verschwanden. Auch die Dogge wurde selten und hielt sich nur noch als Liebhaberhund. Maßgeblich im ländlichen Württembergischen hielt sie sich als der Ulmer Hund bzw. Ulmer Dogge.
Zur Mitte des 19. Jahrhunderts fand sie mit dem Aufkommen des Rassehunde-Wesens und dem Anstieg des Interesses an diesen Rassehunden unter den Namen „Ulmer Dogge“ und „Dänische Dogge“ wieder in größerem Umfang Beachtung. Im englischsprachigen Ausland wurde sie dabei ursprünglich als „German Boarhound“ bezeichnet. Da diese Bezeichnung der Verwendung und dem Vertrieb als Luxushund nicht zuträglich war, soll versucht worden sein, die Bezeichnung „German Mastiff“ oder „German Dogge“ einzuführen, was dann dazu geführt habe, dass die Bezeichnung „Grand Danois“ bevorzugt wurde. Im Zuchtbuch Englands wurde der Name „German Boarhound“  „nicht vor 1894“ in „Great Dane“ geändert.
Auf der ersten größeren deutschen Hundeausstellung 1863 in Hamburg wurden acht Hunde als „dänische“ und sieben als Ulmer Doggen ausgestellt. Dies wiederholte sich 1869 auf einer Altonaer Ausstellung, obwohl keiner dieser Hunde aus Dänemark kam oder abstammte. Erst 1876 wurde den Züchtern der „dänischen“ und der Ulmer Doggen-Schläge anlässlich einer Hundeausstellung in Hamburg durch die Preisrichter vorgeschlagen, sich auf den gemeinsamen Namen „Deutsche Dogge“ zu verständigen.
Am 12. Januar 1888 wurde in Berlin mit dem Deutsche Doggen-Club der erste Rassezuchtverein Deutschlands für Hunde gegründet.
Dennoch konnte sich der Name „Deutsche Dogge“ nach und nach durchsetzen. Der Züchter Otto Friedrich, aus dessen Zucht „Tyras II.“ stammte, der Nachfolger von Bismarcks Lieblings-Dogge, vertrieb noch 1889 sowohl die Varietät der „Ulmer“ als auch die der „dänischen“ Dogge unter diesen Bezeichnungen. Die Letztere sei aus einer Kreuzung der Ulmer Dogge mit dem Englischen Windhund entstanden und etwas kleiner sowie weniger massig als die Ulmer Dogge. Leonhard Hoffmann bezeichnete sie noch im Jahre 1900 als die „Ulmer Dogge“, „heutige sogenannte Deutsche Dogge“.
Otto von Bismarck besaß seit seiner Jugend Doggen. Von seiner Dogge „Ariel“ vermochte er sich selbst während seiner Zeit als Student der Rechtswissenschaften ab 1832 in Göttingen nicht zu trennen. Im Kaiserreich wurden die Tiere gelegentlich als „Reichshunde“ bezeichnet.

## Beschreibung

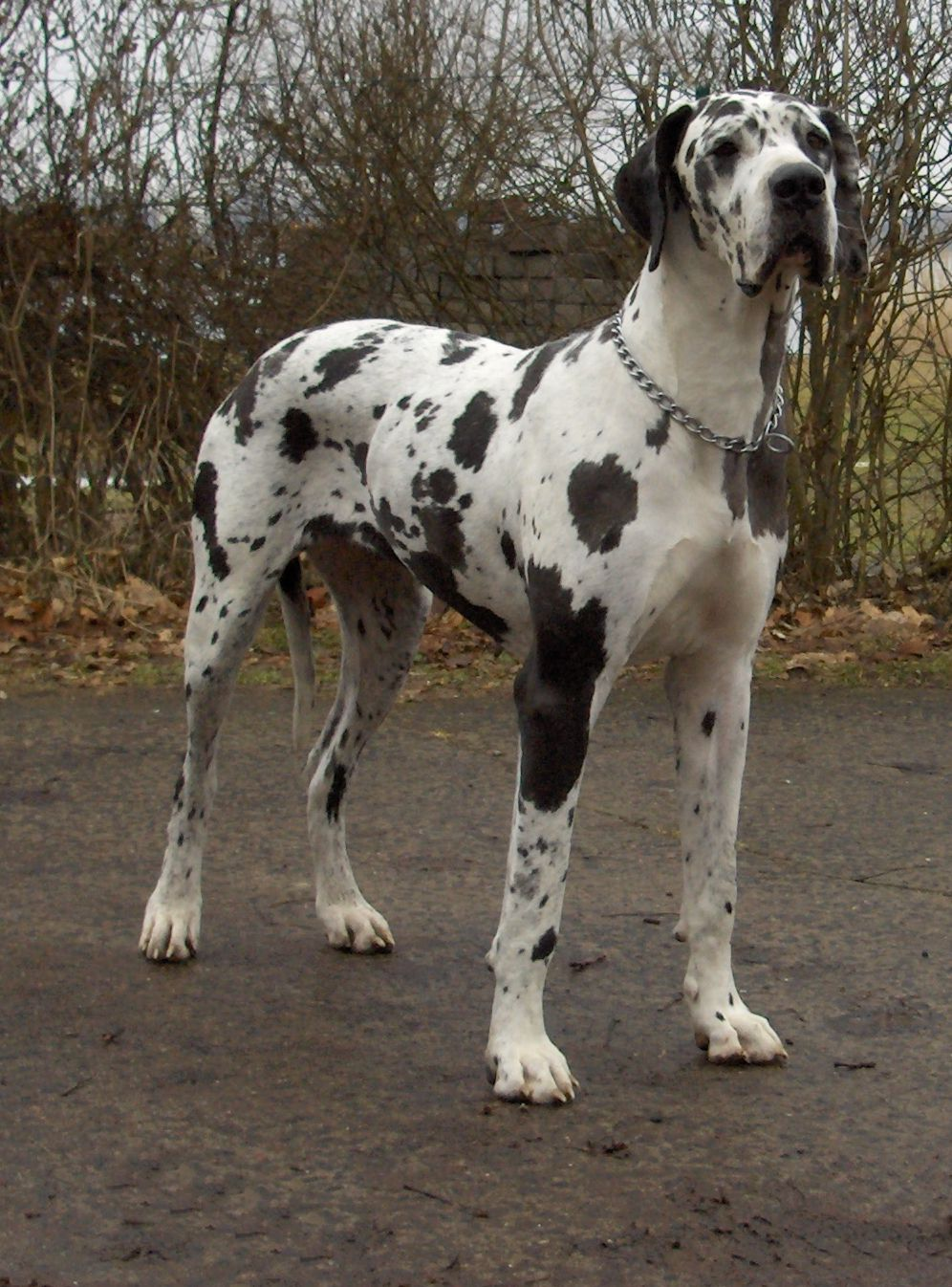
Schwarz-weiß gefleckte Dogge oder „Tigerdogge“

Die Deutsche Dogge ist eine der größten Hunderassen; die FCI gibt eine Mindestgröße von 80 cm bei Rüden und 72 cm bei Hündinnen an.

„Die Deutsche Dogge vereinigt in ihrer edlen Gesamterscheinung bei einem großen, kräftigen und wohlgefügten Körperbau, Stolz, Kraft und Eleganz. Durch Substanz, gepaart mit Adel, Harmonie der Erscheinung, mit einer wohlproportionierten Linienführung sowie mit ihrem besonders ausdrucksvollen Kopf wirkt sie auf den Betrachter wie eine edle Statue. Sie ist der Apoll unter den Hunderassen.“

Der heutige Rassestandard beschreibt insgesamt fünf Farben in den drei Farbschlägen „Gelb und Gestromt“, „Gefleckt und Schwarz“ sowie „Blau“.
Gelbe Doggen sind solche von hellgoldgelb bis goldgelber Farbe mit schwarzer Maske.
Gestromte Doggen haben die Grundfarbe der Gelben mit schwarzen, möglichst gleichmäßig und klar gezeichneten in Richtung der Rippen verlaufenden Streifen. Auch hier ist die Maske erwünscht.
Im gelb-gestromten Farbschlag sind kleine weiße Abzeichen an Brust und Zehen unerwünscht.
Schwarze aus Schwarz-Gefleckt-Zucht sollen von lackschwarzer Farbe sein, wobei weiße Abzeichen zulässig sind. Spezielle Formen der Schwarzen dieses Farbschlags sind die „Manteltiger“, bei denen das Schwarz den Körper wie mit einem Mantel bedeckt und dabei Fang, Hals (ringsherum), Brust, Bauch, Läufe und Rutenspitze weiß sein können, und die „Plattenhunde“, bei denen große schwarze Platten auf dem sonst weißen Körper verteilt sind.
Gefleckte bzw. getigerte Doggen, sogenannte „Tigerdoggen“ (Harlekin- & Diamantdogge sind ebenfalls geläufige Begriffe), sind in ihrer Grundfarbe rein weiß – möglichst ohne Stichelung – mit über den ganzen Körper gut verteilten, ungleichförmigen, zerrissenen lackschwarzen Flecken; graue oder bräunliche Fleckenanteile sind nicht erwünscht.
Ideal gezeichnete Tiere sind nicht leicht zu züchten, denn sie sind nicht reinerbig (sogenannte Amseldoggen) – nur ca. 10 % der Jungen sind „gut“ gefleckt, weisen also phänotypisch die gewünschte Verteilung von schwarzen Flecken auf weißer Grundfarbe auf.

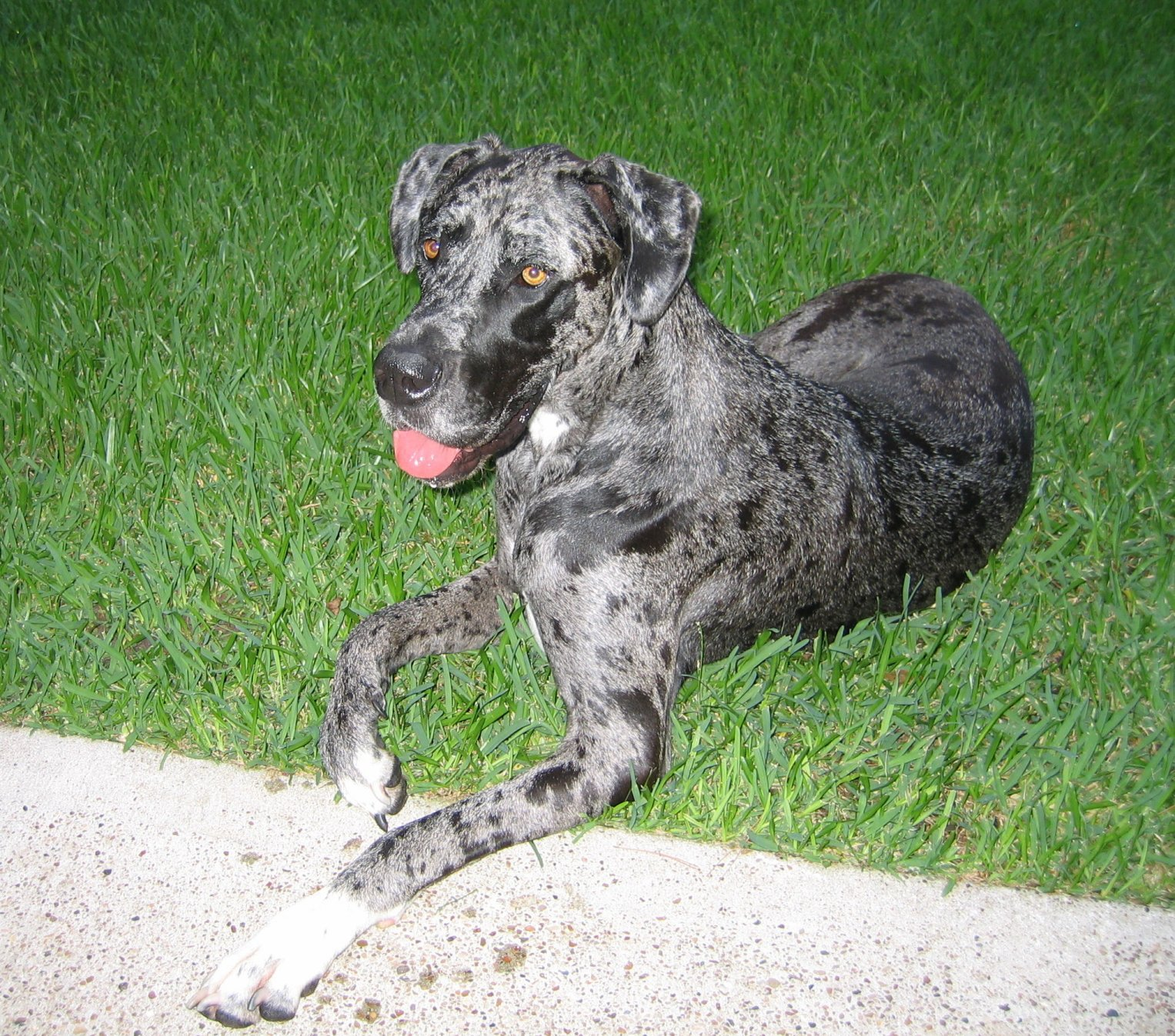
Grautiger-Dogge aus dem gefleckt-schwarzen Farbschlag

Zu dem gefleckt-schwarzen Farbschlag gehören auch die „Grautiger“, die in diesem regelmäßig fallen; ihre Grundfarbe ist nicht weiß, sondern grau. Die Fellzeichnung der schwarz-weißen und schwarz-grauen Tigerdoggen rührt bei beiden vom Merle-Faktor her, der in heterozygoter Ausprägung eine Verdünnung der Grundfarbe zu grau hervorruft. Der Unterschied besteht nach derzeitigem Erkenntnisstand darin, dass die erstgenannten zusätzlich heterozygote Träger des Harlekin-Gens (siehe
Fellfarben der Hunde, Leuzistische Farbgene) sind, das bei diesen wiederum eine Weißfärbung des grauen Farbanteils verursacht, aber die schwarzen Flecken unverändert lässt. Obwohl Grau bei vielen anderen Hunderassen, insbesondere deutschen Jagdhunderassen, eine geschätzte Farbe ist, werden Grautiger in der Doggenzucht noch häufig verfemt. Sie gelten auch nach dem derzeitigen Standard der FCI in der Fassung vom 20. Dezember 2012 als „nicht erwünscht“, führen aber auch nicht zur Disqualifikation. Zwischen den einzelnen Zuchtverbänden war bis Ende 2013 umstritten, ob Grautiger bei Hundeausstellungen mit höchsten Formwertnoten bewertet und somit auch zu Ausstellungssiegern gekürt werden dürfen; d. h. inwieweit die Farbe Grau innerhalb des schwarz-gefleckten Farbschlages als ein „Fehler“ anzusehen sei. Diese Frage kann aufgrund eines Zirkulars der FCI vom 23. Dezember 2013 als entschieden angesehen werden, in dem sich diese der Auffassung des standardführenden Zuchtverbands anschloss. Hiernach dürfen Grautiger auf Ausstellungen nicht die höchstmögliche Bewertung erhalten. Die Aufnahme der Grautiger in den Standard diene vorrangig der Erweiterung des Genpools.
Umstritten ist ferner der Versuch einiger Züchter, den Grauanteil der Grautiger durch Einsatz des sogenannten Piebald-Gens (siehe
Fellfarben der Hunde, Leuzistische Farbgene) zu senken. Bei Grautigern, die Träger des Piebald-Gens sind, kann infolge desselben an den Stellen, an denen in diesem Farbschlag sonst schwarze Platten erscheinen würden (Plattenhunde), keine Graufärbung auftreten. Diese Hunde erscheinen phänotypisch als weitgehend weiß mit wenigen schwarzen und grauen Farbstellen. Da homozygot vererbtes Piebald aber – wie auch homozygot vererbtes Merle – zu Taubheit führen kann, wird diese Herangehensweise kritisiert, zumal hiermit die allgemeine Anerkennung dieser Hunde – als natürliche Varietät innerhalb des gefleckt-schwarzen Farbschlags – konterkariert wird.

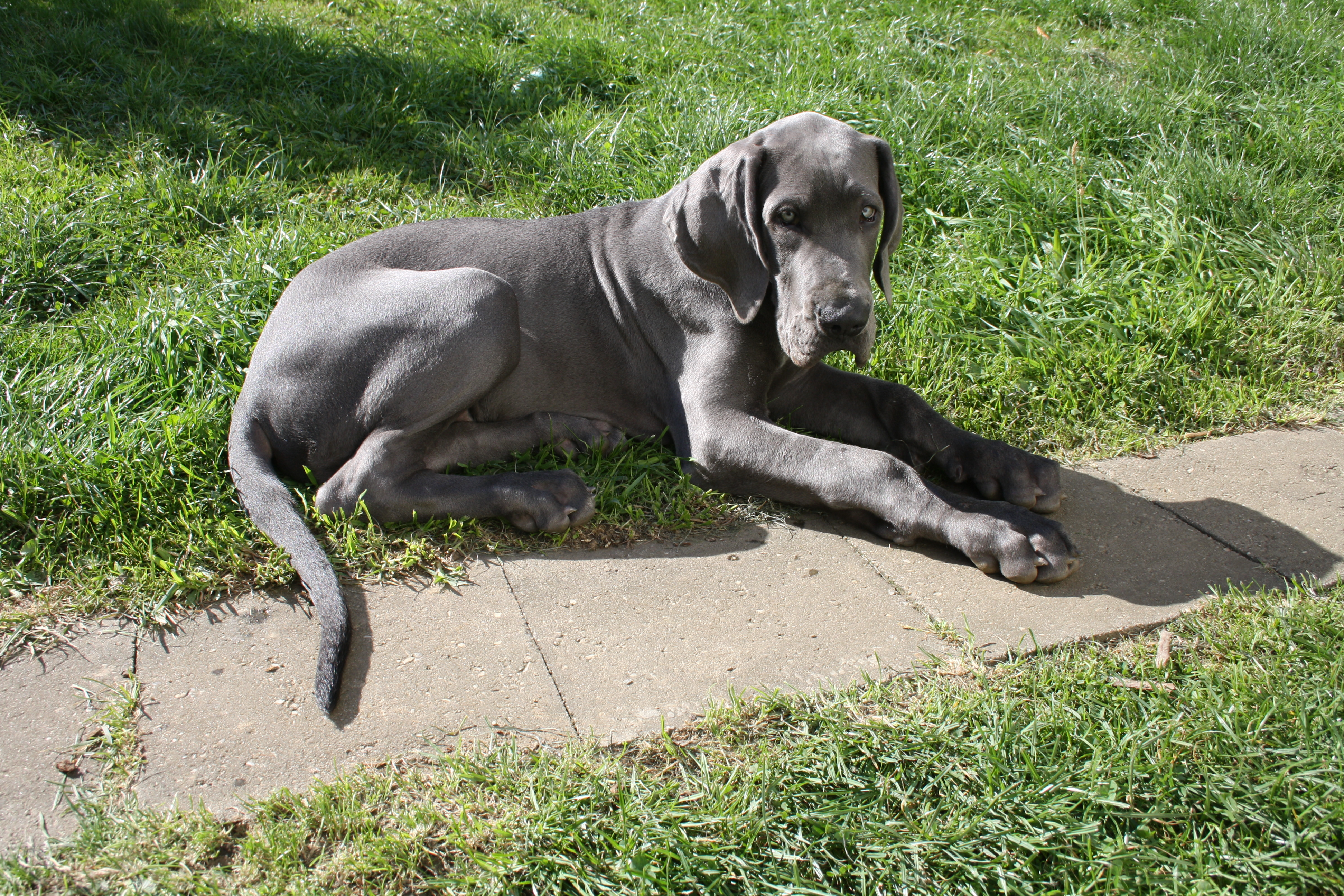
Blaue Dogge, 14 Wochen alt.

Blaue Doggen sind von rein stahlblauer Farbe. Weiße Abzeichen an Brust und Pfoten sind zugelassen.
In den blauen Farbschlag fallen ebenfalls schwarze Hunde, die aber im Gegensatz zu den Schwarzen aus dem gefleckten Farbschlag meist nur kleinere weiße Abzeichen an Brust und Pfoten haben. Obwohl bei der Zucht regelmäßig getrennt, werden die schwarzen Doggen aus Geflecktzucht und die des blauen Farbschlags auf Ausstellungen in eine gemeinsame Kategorie eingeteilt.
Die drei Farbschläge dürfen – des Standards wegen – in der Zucht keinesfalls untereinander gemischt werden. Ausnahmen sind die sogenannten Sanierungszuchten, bei denen blaue oder gelbe Doggen in den gefleckt-schwarzen Farbschlag eingekreuzt werden. Dadurch sind weitere sogenannte Fehlfarben (wieder-)entstanden wie die Porzellandogge, Blaumanteltiger, Gelbmanteltiger, Braungefleckte, Blaugefleckte und andere.

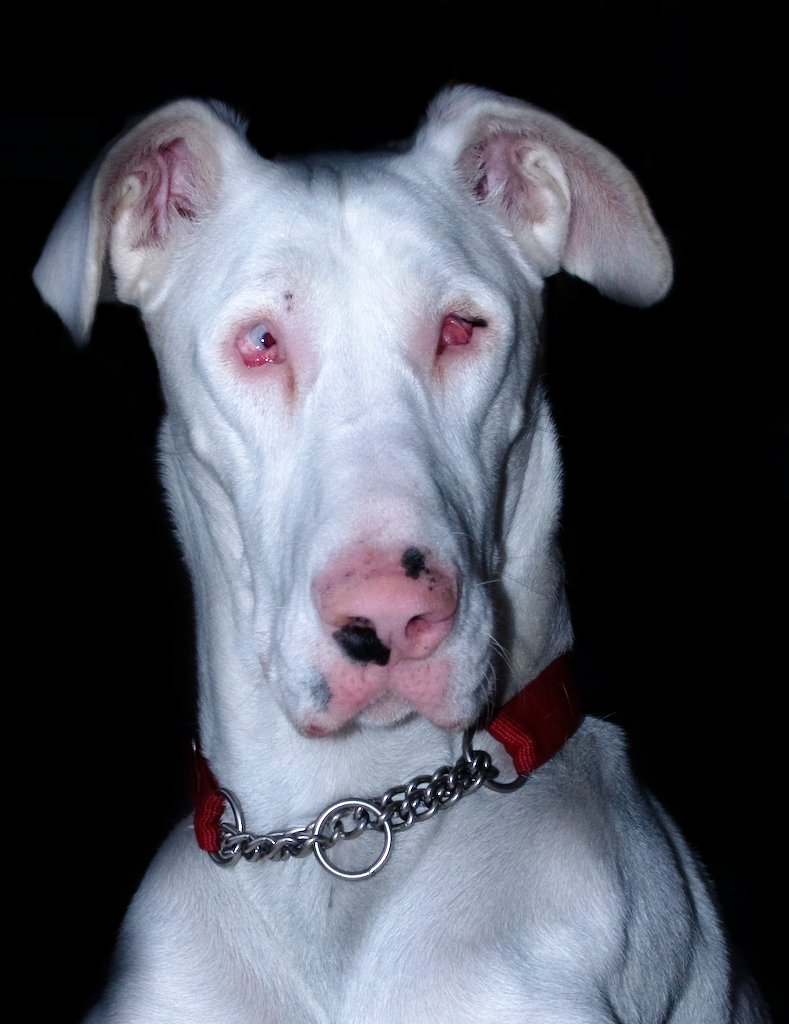
Deutsche Dogge, die reinerbig für den Merlefaktor ist und dadurch eine Fehlbildung der Augen aufweist.

Fast weiße Doggen (auch als „Weißtiger“ bezeichnet) sind seit dem Verbot der Gefleckt-mal-gefleckt-Verpaarung selten geworden. Die gefleckten Hunde können, müssen aber nicht Träger des Merlefaktors sein, der intermediär vererbt wird. Nach den mendelschen Regeln haben Welpen aus der Verpaarung zweier merlefarbener Hunde eine 25%ige Chance, für den Merlefaktor reinerbig zu sein. Solche Welpen sind blind und teilweise auch taub. Da diese Fehlbildung bei den betroffenen Welpen mit erheblichem Leiden verbunden ist, ist eine Verpaarung zweier Träger des Merlefaktors als Qualzucht in Deutschland verboten.

## Wesen
Im Rassestandard der Deutschen Dogge wird ihr Wesen als freundlich, liebevoll und anhänglich beschrieben. Deutsche Doggen haben eine sehr hohe Reizschwelle. Im Umgang mit Menschen und Hunden sind sie sehr verträglich. Bei entsprechender Sozialisierung ist auch das Zusammenleben mit anderen Haustieren kein Problem.
Die Dogge nimmt interessiert am Leben ihrer Menschen teil und möchte bei allem dabei sein. Sie ist trotz ihres menschenbezogenen Charakters weniger unterwürfig als die meisten anderen Rassen.

## Krankheiten
Die durchschnittliche Lebenserwartung der Deutschen Dogge beträgt nur 6,5 Jahre, wie zahlreiche Studien und Datensammlungen belegen. Damit gehört sie zu den kurzlebigsten Hunderassen weltweit. Im Gesundheitsmonitoring des Deutschen Doggen Clubs (DDC) aus dem Jahr 2008 wurden nur 25 % der Doggen älter als 8 Jahre. Die häufigsten Todesursachen sind Krebs, Magendrehung und Herzkrankheiten. Ursachen für die niedrige Lebenserwartung sind – neben dem Riesenwuchs – die geringe genetische Vielfalt der Rasse, die zu Inzuchtdepression und der Anhäufung von Erbkrankheiten geführt hat. Auch eine jahrzehntelange Selektion auf äußere Merkmale und der Trend zur Übertypisierung der vergangenen Jahre fordern ihren Tribut.
Die häufigen Krankheiten der Deutschen Dogge entsprechen größtenteils den häufigen Todesursachen, da es sich um letale bzw. semiletale – also tödliche oder nach einiger Zeit tödliche – Erkrankungen handelt. Hier sind an erster Stelle die Magendrehung zu nennen, die über 40 % der Doggen erleiden, Herzkrankheiten wie die DCM, die 20–35 % der Doggen im Laufe ihres Lebens bekommen und Krebs, wobei Knochenkrebs die mit Abstand häufigste Krebsart bei der Deutschen Dogge ist mit 10 % bis 25 % betroffener Tiere (je nach Farbschlag und Region).
Trotz dieser schweren gesundheitlichen Probleme sind in den deutschen VDH-Zuchtvereinen für die Deutsche Dogge – dem Deutschen Doggen Club (DDC) und der Kynologischen Gesellschaft (KyDD) nur das Röntgen der Hüften (DDC) bzw. von Hüften und Ellenbogen (KyDD) vorgeschrieben. Dabei ist die Hüftgelenksdysplasie bei der Deutschen Dogge keine häufige Erkrankung laut der HD-Statistik des DDC von 1997 bis 2013. Der Herzultraschall ist keine Pflichtuntersuchung für den Zuchteinsatz und wird von den Vereinsfunktionären sogar als „Gängelei“ bezeichnet. Er wird aber in immer mehr Zuchtvereinen international eingeführt, wie im Schweizerischen Club für Deutsche Doggen (SCDD), dem Österreichischen Doggen Klub (ÖDK), dem niederländischen Hundezuchtverband Raad van Beheer und dem Finnischen Doggenclub (Suomen Tanskandoggi ry).
Weitere Krankheiten, die bei der Dogge häufig vorkommen, sind Probleme mit dem Bewegungsapparat wie Wobbler, Kreuzbandriss und Bandscheibenvorfälle. Auch Augenkrankheiten wie Ektropium, Entropium und Makroblepharon sind häufig aufgrund der Übertypisierung, die zu starker Belefzung, loser Haut und Faltenbildung im Gesicht führt. Auch das Nierenversagen scheint bei der Dogge regelmäßig vorzukommen. Neurologische Erkrankungen wie die Epilepsie und die Degenerative Myelopathie und Erkrankungen der Schilddrüse sind ebenfalls bei der Dogge bekannt. Weiterhin neigen viele Doggen dazu, sich den empfindlichen Schwanz an Gegenständen oder gar an sich selbst aufzuschlagen. Die daraus resultierenden Verletzungen erzwingen manchmal sogar eine Amputation des Schwanzes.
Um den Gesundheitszustand und die Lebenserwartung der Deutschen Dogge zu verbessern, wurde von Züchtern und Liebhabern der Rasse im Frühjahr 2019 die Interessensgemeinschaft IG Gesunde Deutsche Dogge gegründet.

## Rechtslage
Die Deutsche Dogge wird im Schweizer Kanton Tessin auf der Rasseliste geführt, die Haltung ist dort bewilligungspflichtig.